# Caloplaca jemtlandica
Caloplaca jemtlandica är en lavart som beskrevs av H.Magn.. Caloplaca jemtlandica ingår i släktet orangelavar, och familjen Teloschistaceae. Arten är reproducerande i Sverige.